# The Thrillseekers
The Thrillseekers (* 24. Oktober 1973 in York; bürgerlich Steve Helstrip) ist ein englischer Trance-DJ und -Produzent.

## Biographie
Während seiner Arbeit beim Computerspielentwickler Manic Media begann Steve Helstrip mit der Produktion elektronischer Musik und erschuf schließlich in seinem bis dato relativ bescheidenen Heimstudio den Track „Synaesthesia“. Von dessen einzigartigem Stil beeindruckt wurde er 1998 vom Plattenlabel Neo Records unter Vertrag genommen und veröffentlichte sein Werk kurz darauf unter dem Künstlernamen The Thrillseekers. Die Platte stieß auf unerwartet große Akzeptanz und konnte allein in der britischen Erstauflage 12.000 verkaufte Exemplare verbuchen.

Jedoch wurde der Weg zu einem internationalen und kommerziellen Erfolg erst durch die Unterstützung Paul van Dyks ermöglicht, welcher den Track selbst auf Veranstaltungen spielte und ihn schließlich ein Jahr später zusammen mit einem eigenen Remix auf seinem Label Vandit erneut veröffentlichte. Diese Version, welche nun zusätzlich den Gesang Sheryl Deanes beinhaltete, schaffte es bereits in der ersten Woche auf Platz 28 der UK-Charts und feierte in hundert weiteren Ländern – darunter Deutschland – großen Erfolg.

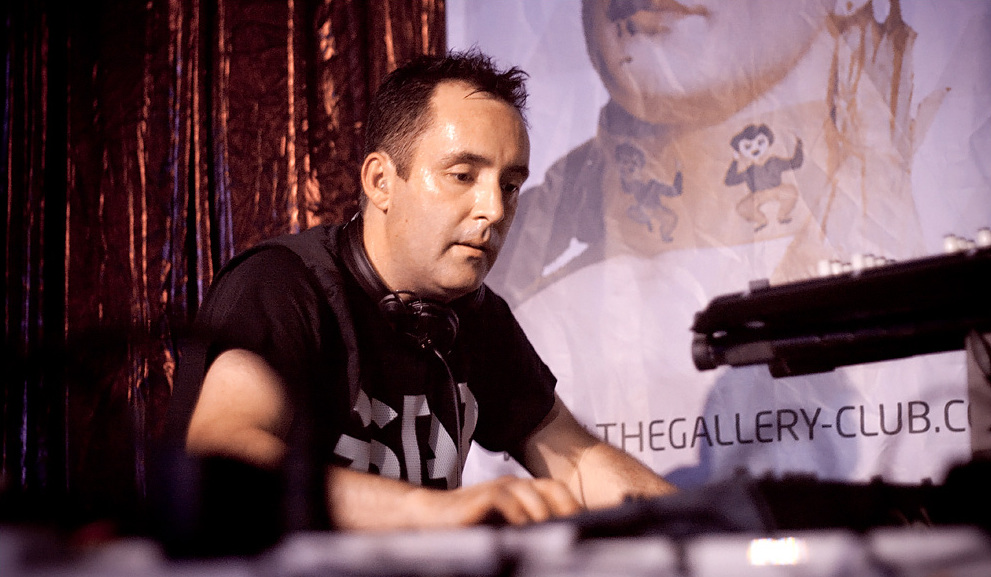
The Thrillseekers

Es folgten Remixe für und von namhaften Künstlern wie Ferry Corsten, Tiësto, Timo Maas, Darude, Sonique und Chicane sowie weitere erfolgreiche Produktionen und Auftritte als DJ.
Steve Helstrip arbeitet neben The Thrillseekers noch an weiteren erfolgreichen Projekten, z. B. En-Motion, Insigma (zusammen mit Andy 'Pulser' Perring) und Rapid Eye (zusammen mit Tim Stark von ATCR Records).
2003 gründete er mit Adjusted Music ein eigenes Label. Im selben sprang er mit dem 87. Rang erstmals in die Top 100 bei DJ Mag und erreichte seine Bestplatzierung im Jahre 2006 mit dem 45. Platz.
2016 war für Steve Helstrip ein besonderes Jahr. Als The Thrillseekers veröffentlichte er sein Debüt-Album Escape auf Aly & Fila’s Label FSOE Recordings, an dem er laut eigenen Angaben über 10 Jahre gearbeitet hat. Die darauf enthaltene Single Amber erreichte bereits nach drei Tagen die Spitzenposition bei den Beatport Trance Charts und ist somit die 2. schnellstverkaufte Trance-Produktion in der Geschichte Beatports. Beim Tune Of The Year wurde Amber auf den 6. Platz gewählt und bei der Radioshow Future Sound of Egypt sogar als Wonder of the Year 2016 ausgezeichnet. Zudem nahm Steve am FSOE 450-Festival in Luxor bei den Karnak-Tempel teil. 

## Diskografie

### The Thrillseekers
Veröffentlichungen von Steve Helstrip als The Thrillseekers.
Alben
- 2016 Escape (FSOE Recordings)

Singles und EPs
- 1999: Synaesthesia [Neo]
- 2000: Synaesthesia (Fly Away) [Neo]
- 2002: Dreaming of You [Data Records]
- 2002: Escape [Adjusted]
- 2004: NewLife [Adjusted]
- 2005: By Your Side [Adjusted]
- 2005: Sublime (with Ferry Corsten) [Tsunami]
- 2007: Waiting Here For You (feat. Aruna) [Adjusted]
- 2008: The Last Time (feat. Fisher) [Adjusted]
- 2008: City of Angels [Adjusted]
- 2010: Savanna [Armada]
- 2010: Effectual (vs M.I.K.E.) [Armada]
- 2011: Song for Sendai [Adjusted]
- 2012: Angel (feat. Fisher) [Adjusted]
- 2012: Everything (feat. Stine Grove) [Adjusted]
- 2013: Anywhere With You (feat. Stine Grove) [Adjusted]
- 2013: When All Else Fails [Adjusted]
- 2013: Daydream (with York & Asheni) [Adjusted]
- 2013: Fracture (with Talla 2XLC) [Tetsuo]
- 2014: Like They Used To (vs Standerwick) [Adjusted]
- 2014: Find You [Adjusted]
- 2014: This Is All We Have [Adjusted]
- 2014: All The Little Things (vs Sam Mitcham) [Adjusted]
- 2015: They'll Never Know (vs Sam Mitcham) [Adjusted]
- 2015: Es Vedra (vs Aly & Fila) [FSOE]
- 2016: Just Because [Adjusted]
- 2016: Halcyon 2016 [FSOE]

### Remixe (Auswahl)
- Reflekt feat Delline Bass – Need to be Loved
- Lange feat Kirsty Hawkshaw – Sincere for You
- Ferry Corsten – Sweet Sorrow
- 8 Wonders – The Morning After
- Rapid Eye – Circa Forever (Ambient Mix)
- Alizée – A Countre Courant
- Alizée – J’en Ai Marre
- Jan Johnston – Calling Your Name
- Ferry Corsten – Sublime
- Sholan – Can You Feel
- Orinoko – Island
- Tiësto & Armin van Buuren – Eternity
- Vincent de Moor – Fly Away
- Chicane – Autumn Tactics
- Chicane – Saltwater (Club Mix)
- Blank & Jones – Beyond Time
- Alice Deejay – Back In My Life

### Weitere Aliase (Auswahl)
Weitere Veröffentlichungen von Steve Helstrip unter weiteren Pseudonymen.
als Rapid Eye
- 1999: Alderaan [ATCR]
- 1999: H.E.I.G.H.T.S. [ATCR]
- 2000: Never Going Back [ATCR]
- 2002: Circa Forever [ATCR]
- 2003: Stealing Beauty [ATCR]
- 2004: Santa Cruz [ATCR]
- 2004: Absolut [ATCR]

als Morpheus
- 2003 Signs [Captivating Sounds]
- 2003 Magnetica [Captivating Sounds]

als Insigma
- 2000: Insigma [ATCR]
- 2000: Open Our Eyes [ATCR]
- 2003: Avalon [ATCR]

als En-Motion
- 2000: Truth (IDJ)
- 2002: Getting Away With It (Incentive)

als Hydra
- 2003: Affinity [Discover Records]
- 2016: Amber [FSOE Recordings]